# جمعية كشافة ملاوي
جمعية كشافة ملاوي هي المنظمة الوطنية الكشفية في ملاوي أنشئت في عام 1931، جمعية كشافة ملاوي كانت غير مسموح بها بين عامي 1964 و1996 وكشافة ملاوي أسهمت في التاريخ مع زيمبابوي وزامبيا، والتي ترتبط بروابط وثيقة لعقود طويلة. يوحد في الجمعية 4000 عضو في جمعية كشافة ملاوي اعتبارا من عام 1996، وأصبحت عضوا في المنظمة العالمية للحركة الكشفية في سبتمبر 2005.

## روابط خارجية
- جمعية كشافة ملاوي